# Falagueira
Falagueira is een freguesia in de Portugese gemeente Amadora en telt 14 436 inwoners (2001).